# Partito Liberal-Democratico (Serbia)
Il Partito Liberal-Democratico (in serbo: Либерално-демократска партија, ЛДП) è un partito politico serbo.

## Storia
LDP nacque da una scissione del Partito Democratico nel 2005, ad opera del già vice primo ministro Čedomir Jovanović. Fin dalla nascita, LDP si pose come sostenitore dell'integrazione della Serbia nell'Unione europea e tra i pochi partiti serbi favorevoli all'entrata nella NATO e al riconoscimento dell'indipendenza del Kosovo.
Il partito si presentò alle elezioni parlamentari del 2007 nella lista LDP-GSS-SDU-LSV-DHSS/Jovanovic Presidente con l'Alleanza Civica di Serbia, la Lega dei Socialdemocratici di Voivodina, l'Unione Socialdemocratica e il Partito Democratico Cristiano di Serbia. La lista superò di poco lo sbarramento del 5% ed elesse 15 deputati. Nello stesso anno, l'Alleanza Civica di Serbia decise di entrare nel Partito Liberal-Democratico.
Alle elezioni parlamentari del 2008, LDP si presentò in coalizione con l'Unione Socialdemocratica ed il Partito Democratico Cristiano di Serbia. La lista raccolse il 5,2% dei voti ed elesse 13 seggi, 11 dei quali andarono a LDP.
Alle elezioni parlamentari del 2012, LDP si presentò insieme al Movimento del Rinnovamento Serbo e all'Unione Socialdemocratica nella coalizione Inversione, la quale ottenne il 6,5% e 19 seggi, di cui 13 a LDP.
Alle elezioni parlamentari del 2014, LDP, oltre alla tradizionale alleanza con l'Unione Socialdemocratica, accolse anche la Comunità Democratica Bosgnacca del Sangiaccato. La lista liberale però subì una forte sconfitta con solo il 3,4% e nessun deputato eletto.
Alle elezioni parlamentari del 2016, LDP alleata con SDS e LSV tornò in parlamento con 4 seggi.
Alle elezioni parlamentari serbe del 2020, LDP guidò una coalizione chiamata "Coalizione per la pace" insieme al Partito nazionale valacco e ad altre piccole organizzazioni politiche bosniache, rom, rumene e montenegrine. Tuttavia, la coalizione ottenne il peggior risultato nella storia del LDP e non riuscì a superare la soglia elettorale del 3%.
L'attività del partito diminuì dopo le elezioni dell'Assemblea cittadina di Belgrado del 2018, principalmente a causa dell'entità del suo debito. A novembre 2023, LDP ha un debito di 201.323.626 dinari serbi, circa 2 milioni di euro.

## Risultati elettorali
| Elezione              | Voti               | %                  | Seggi    |
| --------------------- | ------------------ | ------------------ | -------- |
| Parlamentari 2007 (1) | 214.262            | 5,4%               | 6 / 250  |
| Parlamentari 2008 (2) | 216.902            | 5,2%               | 11 / 250 |
| Parlamentari 2012 (3) | 255.546            | 6,5%               | 13 / 250 |
| Parlamentari 2014 (4) | 120.879            | 3,4%               | 0 / 250  |
| Parlamentari 2016 (5) | 189.564            | 5,1%               | 4 / 250  |
| Parlamentari 2020     | 10.158             | 0,3%               | 0 / 250  |
| Parlamentari 2022     | Non ha partecipato | Non ha partecipato | 0 / 250  |
| Parlamentari 2023     | 9.243              | 0,2%               | 0 / 250  |

- (1) Lista LDP-GSS-SDU-LSV-DHSS/Jovanovic Presidente
- (2) con SDU e DHSS.
- (3) Coalizione Inversione con SPO e SDU.
- (4) con BDZS e SDU
- (5) Lista LDP-LSV-SDS